# 金載沅
金載沅（1981年2月18日—），韓國男演員。由於其微笑甜美，因此有「微笑殺手」、「殺人微笑」、「微笑天使」及「少女殺手」等稱呼。
演出《嫂嫂19歲》、《美妙人生》、《黃真伊》等電視劇後人氣高漲，卻在韓國演藝圈消失了五年，因為經紀公司老闆重病，而基於情義堅決不提前結束合約，加上服兵役，2011年1月24日退伍。2011年憑藉《能聽見我的心嗎？》復出，後來拍攝《我也是花》時受傷而退出劇組，養傷了一年。
2013年6月28日奉子成婚，妻子為青梅竹馬，是在2012年10月正式發展為戀人。

## 演出作品

### 電視劇
| 年份 | 電視臺    | 劇名                               | 角色           | 性質       |
| 2001 | SBS       | 《男與女》                         | 韓勝在         | 第一男主角 |
| 2001 | SBS       | 《Honey Honey》                    | 金載沅         | 主要角色   |
| 2001 | MBC       | 《悄悄愛上你 》                    | 韓佑禮         | 第一男主角 |
| 2002 | MBC       | 《羅曼史 》                        | 崔冠佑         | 第一男主角 |
| 2002 | SBS       | 《情敵 》                          | 姜宇赫         | 第一男主角 |
| 2002 | MBC       | 《紅豆女之戀》                     | 江承俊         | 第二男主角 |
| 2003 | SBS       | 《酒國》                           | 徐俊           | 第一男主角 |
| 2004 | SBS       | 《嫂嫂19歲 》                      | 姜民哲         | 第二男主角 |
| 2004 | KBS／CCTV | 《北京，我的愛》                   | 羅民國         | 第一男主角 |
| 2005 | MBC       | 《美妙人生》                       | 韓聖元         | 第一男主角 |
| 2006 | KBS       | 《偉大的遺產》                     | 姜賢世         | 第一男主角 |
| 2006 | KBS       | 《黃真伊》                         | 金正澖         | 第一男主角 |
| 2011 | CCTV      | 《初戀》                           | 張升           | 第一男主角 |
| 2011 | MBC       | 《能聽見我的心嗎？》               | 車東株         | 第一男主角 |
| 2012 | MBC       | 《May Queen》                      | 姜山           | 第一男主角 |
| 2013 | MBC       | 《醜聞：極具衝擊性與不道德的事件》 | 河恩仲／張恩仲 | 第一男主角 |
| 2015 | MBC       | 《華政》                           | 綾陽君         | 第二男主角 |
| 2016 | MBC       | 《爸爸，我來伺候你》               | 李賢宇         | 第一男主角 |
| 2018 | SBS       | 《如果是她的話》                   | 韓江宇         | 第一男主角 |
| 2018 | OCN       | 《神的測驗：重啟》                 | 玄尚弼         | 第二男主角 |

### 電影
| 年份 | 劇名                        | 角色   | 性質         | 備註                                         |
| 2003 | 《綁架愛情100天》           | 安亨俊 | 第一男主角   | 譯名: 奴隸情人、我的愛,無厘頭、我的愛,小無賴 |
| 2007 | 《特務J首部曲之特務的宿命》 | 保鑣S  | MV電影男主角 |                                              |

### MV
| 年份 | 歌手                                 | 曲名                | 備註       |
| 2001 | 李秀英                               | 《感謝她》          | 與趙胤熙   |
| 2002 | Leeds                                | 《Silent Goodbye》  | 與趙胤熙   |
| 2002 | 趙寅成、張赫、車勝元、裴勇浚、金載沅 | 《在一起》          | 同感第二輯 |
| 2007 | 蔡依林                               | 《特務J》           | 與蔡依林   |
| 2010 | 簡鐘旭                               | 《初戀》            |            |
| 2014 | 70韓國明星                           | 《Talk about love》 | W-基金會   |

### 綜藝
| 年份                | 電視臺             | 節目名稱                     | 備註                                                                            |
| 2002                | SBS                | 《人氣歌謠》                 | 與金靜華合作主持                                                                |
| 2002                | 《飢餓體驗24小時》 |                              |                                                                                 |
| 2002                |                    | 《KMTV Korean Music Awards》 | 主持                                                                            |
| 2012                | OnStyle            | 《Get it beauty HOMME 》     | On Style美容節目男性特別篇，與金正敏、崔勝文合作主持                            |
| 2012                | MBC                | 《Survival》                 | 特別紀錄片旁白                                                                  |
| 2012                | MBC                | 《MBC演技大賞》              | 與孫丹菲合作主持                                                                |
| 2014                | MBC                | 《四男一女》                 | 固定成員 ( 老四 )，其他固定成員：老大金九拉、老二金旻鍾、老三徐章勳、老么李荷妮 |
| 2015                | JTBC               | 《TwoYoo Project-Sugar Man》 | 試播01集影像出演                                                                |
| 2016                | 安徽衛視           | 《遇見男神》                 |                                                                                 |
| 2014年 - 至今       | MBC                | 《Real Story Eye》           | MBC時事新聞話題類節目                                                           |
| 2017年7月2日-7月9日 | MBC                | 《世界上所有放送》           | 韓國牙醫宣導短劇                                                                |
| 2020年-             | MBC                | 《新品上市 便利餐廳》        |                                                                                 |

## 廣告
- SK global smart 學生服飾
- Dunkin Donuts咖啡
- SK Telecom“NATE”
- Somang化妝品
- Woojin食品“綠色梅子”
- 韓國最大電信公司“SK信世紀通信”-017 n.Top
- MHANGTEN服飾代言

## 獲獎經歷
- 2002年：MBC演技大賞－男子新人獎（羅曼史）
- 2002年：MBC演技大賞－男子人氣獎
- 2002年：SBS演技大賞－十大明星獎（情敵）
- 2002年：SBS演技大賞－最高人氣獎
- 2002年：SBS演技大賞－男子人氣獎
- 2005年：第一屆中國電視劇風雲榜－最受歡迎海外男演員獎
- 2010年：第四届有限電視廣播大獎－年度明星獎
- 2011年：MBC演技大賞－人氣獎
- 2011年：MBC演技大賞－優秀演技獎（你能聽到我的心嗎）
- 2011年：財經日報－今年的STAR男演員 第一名
- 2012年：第20屆大韓民國文化演藝大賞－韓流Star獎
- 2012年：MBC演技大賞－連續劇部門 男子最優秀演技獎（May Queen）
- 2013年：MBC演技大賞－特別企劃部門 男子最優秀演技獎（醜聞）
- 2015年：第23屆大韓民國文化演藝大賞－最佳男演員, 電視劇 (華政)
- 2018年：SBS演技大獎－日日及週末劇部門 男子最優秀演技獎(如果是她的話)

## 外部連結
- 金載沅檔案[永久]
- 官方網站 （页面存档备份，存于）
- Official Homepage （页面存档备份，存于）
- 初至一貫 （页面存档备份，存于）
- 金載沅的Instagram帳戶